# Lys Noir
Cet article concerne le voilier français. Pour le mouvement d'extrême droite français, voir Lys noir (politique).

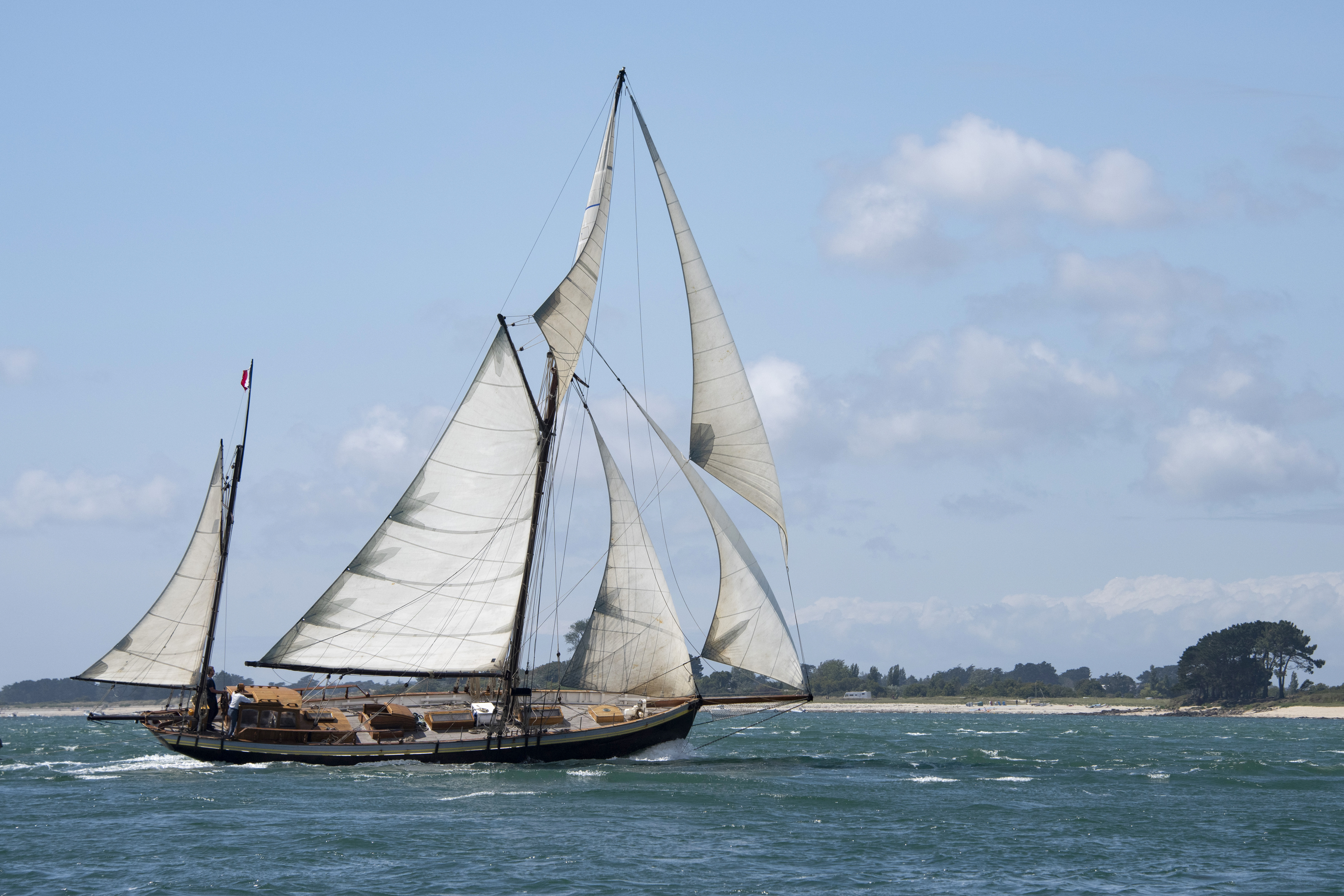
Entrée du Lys noir dans le golfe du Morbihan, juillet 2021.photo: Claude Ledu

Le Lys noir est un voilier français construit par les chantiers Barrière d'Arcachon en 1914, typique des luxueux yachts classiques.
Son immatriculation est : VA 518391 quartier maritime de Vannes.
Il est labellisé BIP (Bateau d'intérêt patrimonial) depuis 2009 par l'Association patrimoine maritime et fluvial.

## Historique
Les plans du Lys noir s'inspirent des lignes des bateaux pilotes de la Gironde. 
La construction du Lys noir débuta en 1914 aux chantiers Barrière à Arcachon commandé par un Suisse-Allemand qui n'en prendra jamais livraison, qui, selon la légende, agissait pour le compte d'une princesse russe. 
La guerre déclarée, le bateau à peine achevé est immédiatement saisi par les autorités françaises et reste en cale sèche. 
La relève sera alors assurée par un Bordelais, M. Baronnet, aconier de son métier, jusqu'en 1950. 
Immatriculé le 6 juin 1923 à Bordeaux sous le nom Océanic, la valeur déclarée à l'époque sera de 26 000 francs.
Gréé en yawl aurique (ou cotre à tape-cul), avec un flèche à balestron, Océanic navigue avec un équipage de marins bretons jusque dans les années cinquante. Navigation dans le golfe de Gascogne, participation aux régates très en vogue, inscription au très chic Yacht Club de France, c'était une belle unité avec deux cabines de propriétaires tendues de soie. Le fils de M. Baronnet, retrouvé en 1992, aurait dit: "c'était un roc ce bateau, et il naviguait remarquablement bien".
Océanic était à son zénith, et devait connaître bientôt son nadir. En effet, au cours du temps, l'équipage coûtant de plus en plus cher, sa navigation se restreignit. Il finit par être remisé dans la base sous-marine du port de Bordeaux en attendant un meilleur avenir, lui qui avait connu les fastes de "la Belle Plaisance".
La mise en vente devint évidente, et le destin fit apparaître en 1965 M. Gebhardt et M. Michel Georges Reydi de Granville, qui le rebaptisèrent le Lys noir. Ils le sortirent de la base sous-marine où il croupissait. Après une restauration succincte, le voilier fut convoyé en Méditerranée pour pratiquer du charter.
En 1972 deux nouveaux copropriétaires entrent dans la partie. Il quitte la côte d'Azur pour la Manche et la baie du mont Saint-Michel via Gibraltar. Au cours de la remontée, il sera sommairement remis en état à Lisbonne. 
L'été 1973 marque l'arrivée du Lys noir dans les eaux granvillaises. 
Il navigue jusqu'en 1982 dans les iles Anglo-Normandes. 
La survie du Lys Noir nécessitera alors une prise de décision de tous les copropriétaires. Le mauvais état général exigeait un travail de fond important, donc onéreux, et ces derniers ne parvenant pas à se mettre d'accord, décidèrent sa mise en vente.

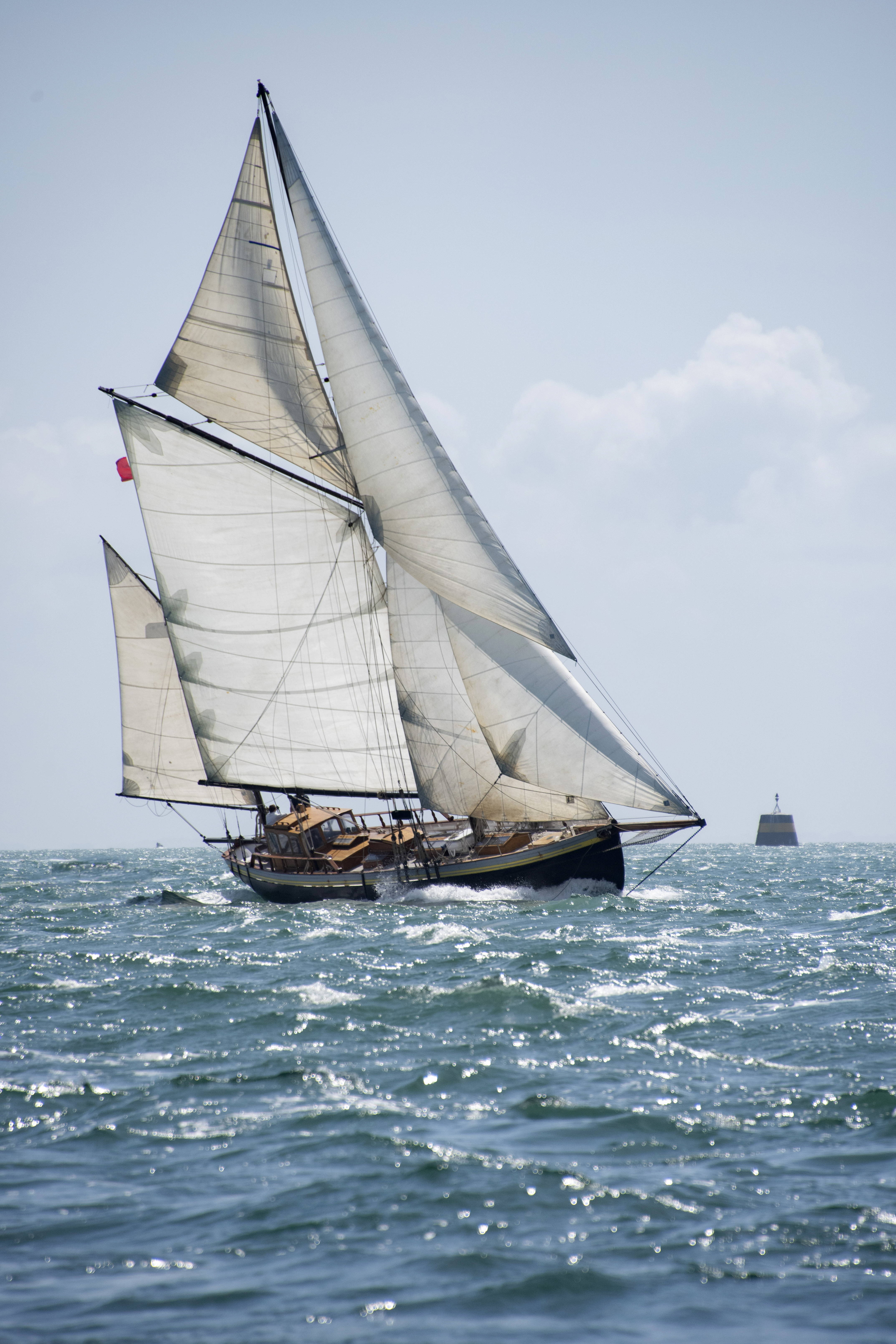
Lys noir 2021

De nouveau abandonné, le Lys noir attendait un sauveur. 
C'est alors qu'un garçon de café parisien M. Ballez venant de faire un héritage et rêvant de tour du monde et de liberté se porta acquéreur.
La mise en chantier put alors commencer, chez Servain à Granville, bien entendu, les travaux, comme souvent, se révélèrent plus importants que prévu : changement de toutes les varangues, des membrures, des bordés, et du pont en son entier.
L'héritage commence à prendre l'eau, pour être définitivement englouti, et comme un malheur n'arrive jamais seul, le chantier dépose le bilan avant la fin des travaux.
Un sursaut de volonté conduit Lys Noir dans un nouveau petit chantier naval, et là encore des difficultés, le patron du chantier ne s'entend pas du tout avec le propriétaire et l'épouse de ce dernier décède. Sa dernière tentative est de ramener le bateau à Paris pour le terminer lui-même. En vain, les créanciers saisissent le bateau.
C'est en 1990, qu'enfin, un avenir plus clément se profile, en plein lancement du concours "Bateaux des côtes de France", cette unité représentative du yachting français du début du siècle mérite à l'évidence d'être sauvée. 
En 10 ans, le Lys noir s'est lamentablement dégradé, l'intérieur a été pillé et beaucoup de matériel volé.
Alain Lainé et sa compagne Claire Vaillant, qui ont navigué à bord, rachètent le bateau. 
La restauration sera finalement achevée par le chantier Anfray de Granville. 
Le gréement d'origine a été rétabli. Le bateau offre un vaste carré, quatre cabines doubles hors équipage (soit 13 couchettes), deux toilettes, une cuisine et une timonerie intérieure. Son agencement en acajou renoue avec le prestigieux passé du bateau tout en gardant un caractère convivial et fonctionnel. On voit le voilier rénové à Brest 1992, où il a obtenu la mention spéciale du jury au concours "Bateaux des côtes de France" et le quatrième prix en catégorie plaisance, à l'Armada de la liberté en 1994 et à la célébration du centenaire du trois-mâts Duchesse Anne à Dunkerque en 2001.
En 2011, Michel Diss rachète le bateau, celui-ci est exploité par l’association Mer Voile Pêche à Granville.
Depuis 2014, année de rachat du bateau par Emilia Hole, celui-ci est exploité par l'association du Lys Noir à Granville ; avec, à sa barre, Jeremy Le Squer, le skipper du bateau.
En 2021, c’est Yoann Pageaud qui reprend la barre. Interrogé par Ouest France, il témoigne  : « j’en suis tombé amoureux en 2015 lors d’une première navigation, un convoyage pour la Semaine du Golfe. Ce bateau est vraiment attachant, pas si complexe à mener, plutôt véloce et j’en suis désormais le gardien.».
Basé actuellement dans le Golfe du Morbihan, la société Lys Noir croisière propose des sorties à la journée au départ du port d'Arradon afin de découvrir les iles de Houat, Hoedic et Belle ile.
www.lys-noir.org

## Zones de navigation

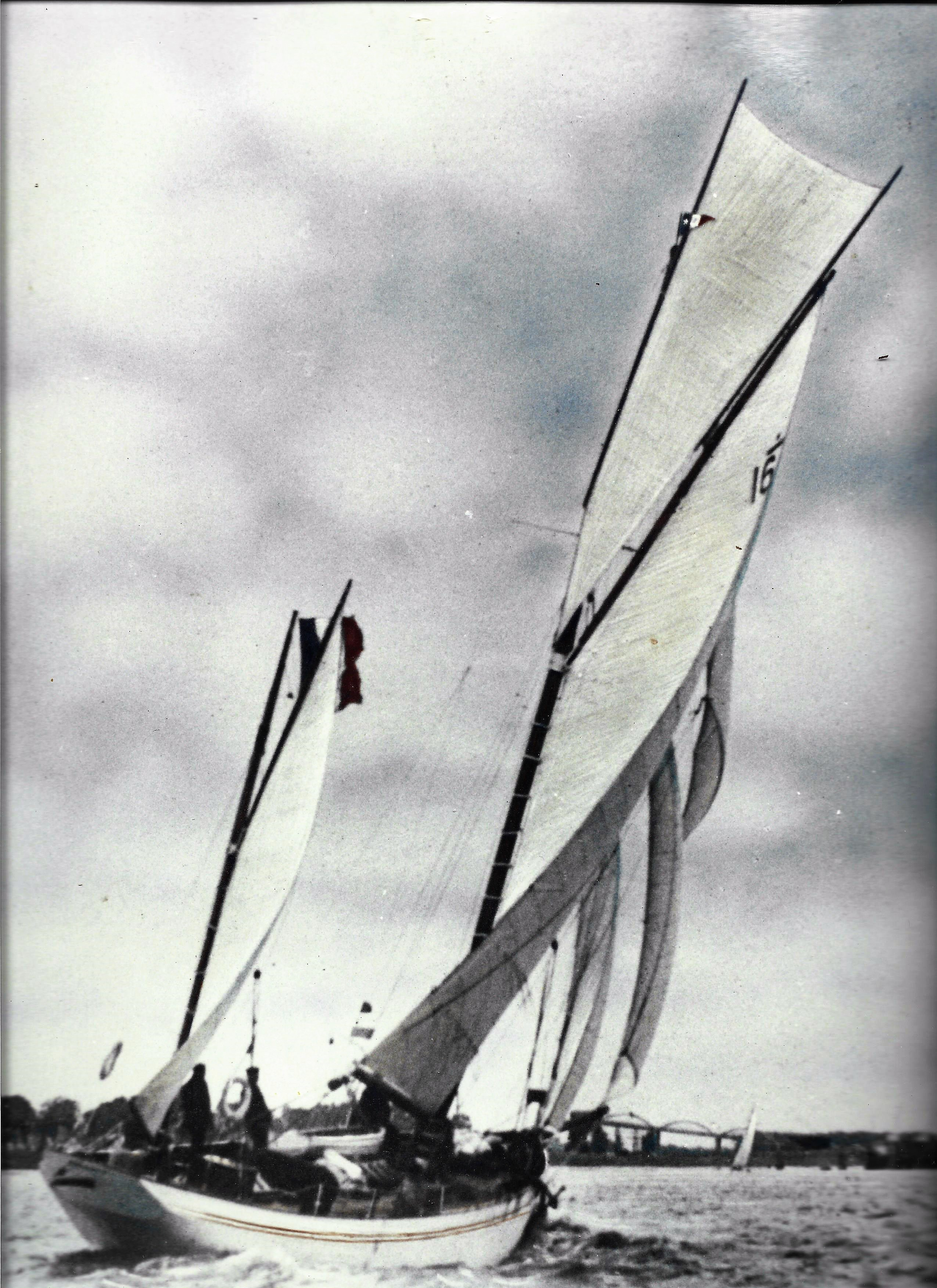
Océanic (actuellement Lys Noir) en régate organisé par le Yacht Club de France en juillet 1930 devant Royan. extrait de la revue 'le yacht" 1930

- Océanic (actuellement Lys Noir) en régate organisé par le Yacht Club de France en juillet 1930 devant Royan. extrait de la revue 'le yacht" 1930Belle-Île-en-Mer
- Bretagne
- Lorient
- Locmiquélic
- Golfe du Morbihan
- Ile d'Houat
- Ile de Hoëdic